# 諫早市立たらみ図書館
諫早市立たらみ図書館（いさはやしりつたらみとしょかん）は、長崎県諫早市多良見町木床2002番地にある公共図書館。諫早市立諫早図書館、諫早市立西諫早図書館、たらみ図書館、諫早市立森山図書館の4図書館と飯盛図書室、高来図書室、小長井図書室の3図書室の合計7つの図書施設からなる諫早市立図書館のひとつである。

## 利用
開閉時間　月曜日休館。土曜日日曜日から木曜日10時00分〜18時00分。金曜日正午〜20時まで。諫早市内市立図書館の貸出利用カードのみ併用可能。

## 歴史
1977年（昭和52年）7月、西彼杵郡多良見町に多良見町中央公民館図書室が開館した。
1996年（平成8年）、多良見町中央公民館図書室に「図書館が欲しい」友の会が誕生した。翌年の1997年（平成9年）に移動図書館車「本吉」が巡回を開始した。1999年（平成11年）には友の会が「利用者がのぞむ図書館像」（図書館建設調査委託）の作成を町から受託され、図書館計画施設研究所の助言を得て共同執筆作業を行った。
基本計画は菅原峻。設計は寺田・大塚・小林計画同人。2003年（平成15年）6月に図書館の建設工事に着工し、2004年（平成16年）6月に竣工した。2004年（平成16年）11月、多良見町立図書館が開館した。2005年（平成17年）3月1日には多良見町が〈旧〉諫早市などと合併して〈新〉諫早市が発足し、諫早市立たらみ図書館に改称した。
2008年（平成20年）4月、子どもの読書活動優秀実践図書館として文部科学大臣表彰を受けた。2014年（平成26年）11月、開館10周年記念式典を開催した。

## 施設
1階
「静」の広場
海の回廊
展示回廊
海のホール
駐輪場
「動」の庭
創作室
フリースペース
調理談話コーナー
成人開架 55100冊
こども開架（児童閉架）
ティーンズコーナー（青少年開架）
視聴覚・芸術系の棚
2階
海と星のテラス劇場
スタッフ室
3つの講座室
積層書庫
玄関ホールギャラリー吹き抜け
マルチメディア研修室

## アクセス
- JR長崎本線喜々津駅から徒歩約10分。
- 長崎県営バス停留所「多良見支所」徒歩20分、「喜々津駅通り」から徒歩約15分。
- 長崎バイパス市布出口から車で約5分。
- 高速道路諫早インターチェンジから車で約15分。